# 코슬라다

코슬라다의 위치

코슬라다(Coslada)는 스페인 마드리드 지방의 도시이다. 면적은 12 km2, 인구는 약 9만명이다.